# Carl Edelstam
Carl Gustaf Edelstam, född 22 november 1924 i Stockholm, död där 16 mars 2016, var en svensk zoolog och museiman. Han var son till justitierådet Axel Edelstam.
Carl Edelstam var filosofie licentiat men blev senare filosofie hedersdoktor. Han var intendent vid Naturhistoriska riksmuseet från 1966 och förste intendent där från 1971 till 1989. Framför allt var han engagerad i hur flyttfåglar hittar rätt, hur djur försöker likna varandra (mimikry) och hur fåglar byter ut sina fjädrar (ruggning). Edelstam var återkommande expert i radio- och TV-programmet Naturväktarna.
Han var intresserad av fåglar och ormar och var bland annat en av initiativtagarna till fågelstationerna vid Ottenby och på Capri i Italien. Vid Ottenby medverkade han i det stora projektet att kartlägga det synliga sträcket av flyttfåglar under sommar och höst som pågick 1947-1956. Räkningarna mynnade 1972 ut i bokverket The Visible Migration of Birds at Ottenby, Sweden. Projektet var ett av de första i sitt slag och bidrog till att öka kunskap om fåglarnas sträckperioder, och flyttning i relation till exempelvis väder. 
Carl Edelstam är begravd på Norra begravningsplatsen utanför Stockholm.